# Токэ-Ча
«Токэ-Ча» — одна из самых известных российских групп, в стиле этники, исполняющих собственную авторскую этническую и этно-электронную музыку.
В своих композициях группа использует такие современные ритмы как BreakBeat, Drum’n’bass, Trip-Hop, Trance, Hip-Hop, Ambient со звучанием этнических инструментов разных стран мира. Все исполняется вживую, без использования фонограмм.
Сами музыканты назвали свой стиль Современная Этническая Музыка, так как в своих композициях группа сочетает танцевальные ритмы, сыгранные на этнических барабанах, горловое, восточное, африканское и русское пение и более 300 музыкальных инструментов разных стран мира.
Каждый из членов группы играет на многих инструментах, количество которых постоянно растёт. На данный момент в коллекции группы насчитывается свыше 300 музыкальных инструментов.
У группы много совместных проектов с известными музыкантами, театрами, танцорами, шоу с огнём, модерн балетом и др.

## История
Первый свой концерт группа «Токэ-Ча» сыграла в 2001 г. в «Клубе чайной культуры».
Изначальной концепцией звучания группы стала — Музыка Растительного Происхождения (экологичная музыка). Так группа и назвала свой первый альбом, записанный в 2001 г. на «TRec Studio».

## Дискография
- «Музыка Растительного Происхождения» (2001/2002 гг.)
- «Шаманский» (2003 г.)
- «Live 2004» - концертный диск;
- «Live 2005» - мультимедийный концертный диск;
- «On Line» (2006 г.) - саундтреки;
- "8 Countries" (2017 г.)  - концертный альбом и видеоклипы записанные в Кувейте;

## Информация о музыкантах
- Булат Гафаров — Лидер Toke-Cha. Композитор, музыкант, мультиинструменталист.
- Владимир Крылов — акустическая и электрогитара, бас гитара, перкуссия
- Джон Кукарямба — разнообразная перкуссия, варганы, диджериду, вокал, флейты, уду, окарины, гармошки, «поющая чаша» и др.

В коллекции Булата Гафарова около 1000 музыкальных инструментов разных стран мира: электроакустическая скрипка, разнообразная перкуссия, калимба, флейты, варганы, гамелан, гопи чанд, калюка, икили, окарины, гармошки, моринхуур, ксилофон, йочин, кото, ситар, электронные барабаны и другие. На концертах Булат может играть одновременно на четырёх инструментах.